# Widawa (województwo śląskie)
Widawa – osada leśna w Polsce położona w województwie śląskim, w powiecie lublinieckim, w gminie Woźniki.
W latach 1975–1998 miejscowość administracyjnie należała do województwa częstochowskiego.